# ガルバーニャ・ノヴァレーゼ
ガルバーニャ・ノヴァレーゼ（伊: Garbagna Novarese）は、イタリア共和国ピエモンテ州ノヴァーラ県にある、人口約1,400人の基礎自治体（コムーネ）。

## 地理

### 位置・広がり
| 隣接するコムーネは以下の通り。 - ニッビオーラ - ノヴァーラ - ソッツァーゴ - テルドッビアーテ - トレカーテ |